# Pesendorf (Gemeinde Garsten)
Pesendorf ist eine Ortschaft in der Marktgemeinde Garsten in Oberösterreich.
Vom südwestlich von Garsten auf einer Anhöhe gelegene Hauptort Pesendorf blickt man über Garsten und auch tief in das Ennstal. Die Ortschaft besteht neben Pesendorf noch aus der Höllsiedlung, Käfergraben und einer Einzellage, wobei die Höllsiedlung der bei Weitem größte Teil der Ortschaft ist. Aufsehen erlangte der Ort, als besorgte Eltern mehrere lebensechte Attrappen ihrer Kinder am Straßenrand aufstellten, um Autofahrer zu einer langsameren Ortsdurchfahrt zu bewegen.

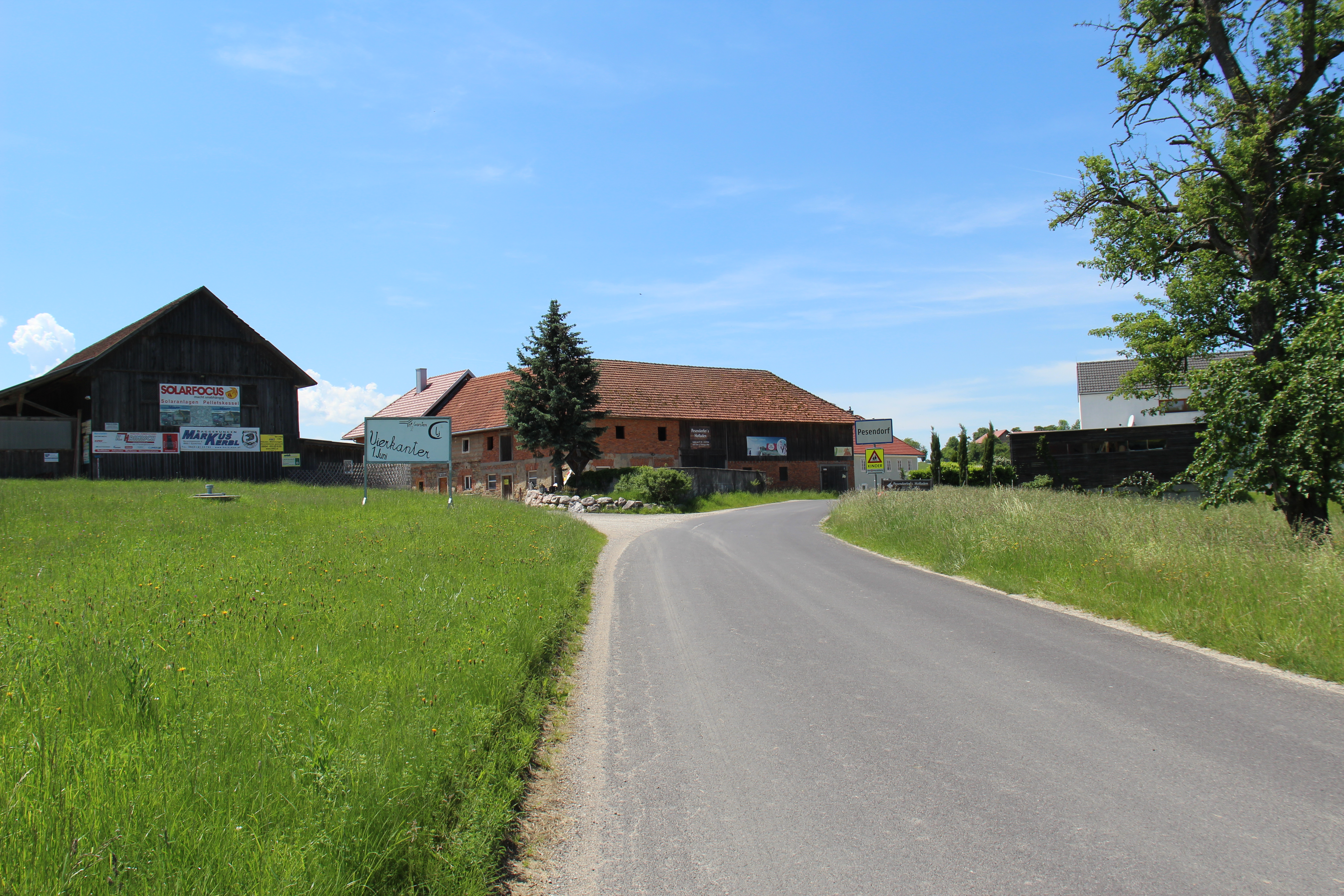
Einfahrt in den Ort Pesendorf
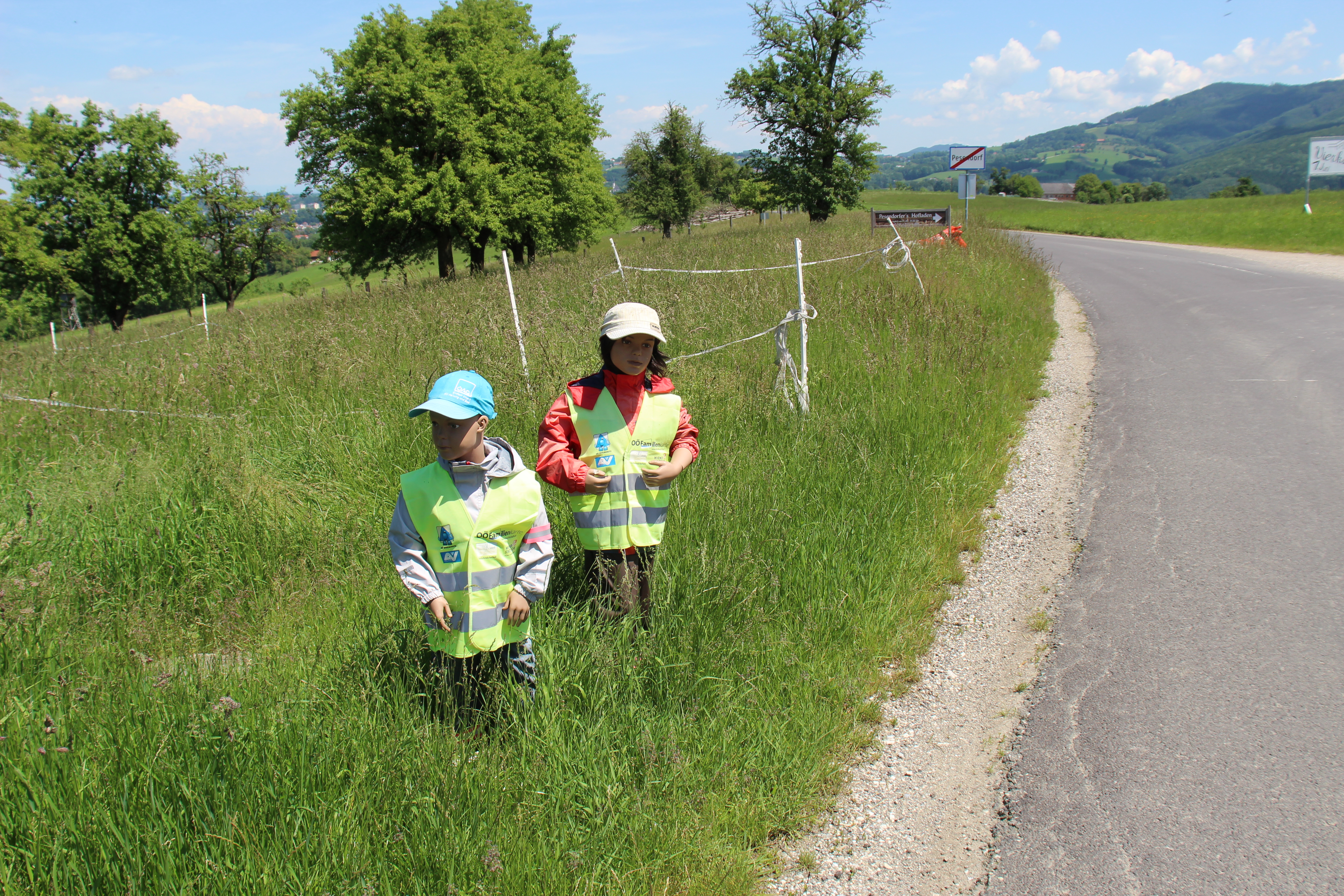
Kinderattrappen